# Juan Carretero Luca de Tena
Juan Ignacio Carretero Luca de Tena (Séville, 1890 - ibidem, 1952) était un journaliste, essayiste et directeur de presse espagnol.
Neveu du patron de presse Torcuato Luca de Tena, Juan Carretero fit ses premiers pas de journaliste dans le quotidien de son oncle, ABC Madrid. Revenu dans sa ville natale en 1919, il dirigea pendant une dizaine d’années le journal El Noticiero Sevillano, auquel il donna une empreinte libérale-conservatrice. En 1929, ayant été appelé par son oncle à prendre les rênes d’une version sévillane d’ABC, il guida ce nouveau journal, de tendance monarchiste alphonsine, à travers une époque mouvementée, adoptant sous la République un point de vue de plus en plus réactionnaire et se rangeant en juillet 1936 aux côtés des militaires insurgés. Néanmoins, et bien que le journal, alors florissant, ait fait figure de porte-voix du camp nationaliste pendant la Guerre civile, Carretero fut plusieurs fois démis de sa fonction de directeur par le régime, mais, finalement reconduit en 1944, dirigea ensuite le journal jusqu’à sa mort en 1952.

## Biographie

### Formation et débuts dans la carrière journalistique
Par suite de la mort prématurée de son père, Juan Carretero fut élevé au sein de la famille maternelle, les Luca de Tena. Il entreprit des études de sciences morales et politiques à l’université de Séville, obtint un doctorat à Madrid, puis compléta sa formation supérieure à Genève, en Suisse,,. Dans sa jeunesse, Juan Carretero fréquenta l’Ateneo de Sevilla, association culturelle où il noua des contacts avec les intellectuels les plus cotés de la ville et s’imprégna en outre des idées andaloucistes, défendues par un groupe de militants sévillans liés à l’Ateneo qui s’attachaient dans les années 1910 à réhabiliter et ressusciter le passé culturel de l’Andalousie, et dont Carretero alla rejoindre les rangs. C'est dans cet esprit qu'il se fit l’auteur d’un ensemble d’articles (qu’il signait la plupart du temps du pseudonyme d’Agustín Torreblanca) et de conférences traitant de l’économie, de l’administration locale, des coutumes et des problèmes sociaux de la région et composant un précieux corpus de documents à l’usage des andaloucistes.

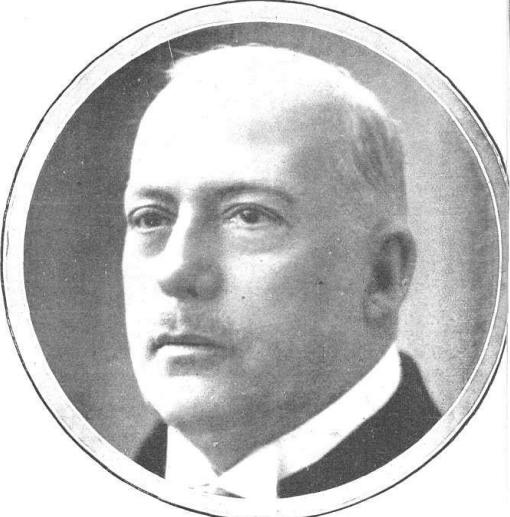
Torcuato Luca de Tena, oncle et mentor de Juan Carretero.

Il fut initié au journalisme par son oncle Torcuato Luca de Tena, qui lui offrit une fonction de rédacteur au journal ABC de Madrid. Ces années de travail dans la rédaction de cet organe de presse (de 1915 à 1919) sont les seules pendant lesquelles il signa de son propre nom ses articles. (Plus tard, passé à la rédaction d’El Noticiero, et plaçant désormais le journal au-dessus de toute autre préoccupation, il souhaita s'effacer et cessa dès lors de mettre son nom sous ses textes ; on peut présumer toutefois que nombre des éditoriaux d’El Noticiero et de l’ABC de Séville soient de sa plume.) Critique reconnu dans la sphère du régionalisme andalou de tendance « historique », il collabora parallèlement à la revue sévillane Bética.

### À la tête d'El Noticiero Sevillano(1919 à 1929)
En 1918, il s’en retourna dans la capitale andalouse pour se joindre à la rédaction du journal El Noticiero Sevillano,,, qu’il allait diriger de 1919 à 1929. Durant cette période, il sut attirer dans l’équipe rédactionnelle quelques-unes des meilleures plumes de l’époque, parmi lesquelles José María Izquierdo et Juan María Vázquez. Le journal, qui avait été fondé en 1893 puis dirigé par le prolifique Francisco Peris Mencheta et qui était resté jusque dans les années 1920 propriété de la famille, comptait alors parmi les grands périodiques de Séville. Dans les années où Juan Carretero se trouvait à sa tête, le journal bascula de ses anciennes positions conservatrices vers un positionnement plus libéral, adoptant une attitude fort critique vis-à-vis de la dictature de Primo de Rivera ; en particulier, la rédaction se heurta à plusieurs reprises aux autorités municipales imposées par le dictateur, notamment à propos des travaux de construction en vue de l’Exposition ibéro-américaine de 1929, à telle enseigne qu’en janvier 1924 Juan Carretero démissionna de sa fonction de membre du Comité de l’Exposition.

### Directeur d’ABC Sevilla(1929-1952)
Homme de tendance libérale-conservatrice, Juan Carretero fut nommé en 1929 directeur d’ABC Sevilla, version sévillane nouvellement fondée d’ABC Madrid, dont la première édition parut cette même année. Sous la Seconde République, l’ABC madrilène incarnait les intérêts des monarchistes alphonsins, c’est-à-dire du groupe politique appuyant les revendications du roi Alphonse XIII alors en exil. Le nouveau journal ABC de Séville, créé d’après une idée de l’oncle Torcuato Luca de Tena lui-même, affichait la même orientation monarchiste que son homonyme madrilène, mais davantage centré sur les informations régionales et sur la sphère andaloue. L’oncle avait souligné auprès de son neveu que l’ABC sévillan devait se garder d’être un « clone » de l’ABC madrilène ; pourtant, surtout dans les débuts du nouveau journal, les deux versions étaient presque identiques, l’ABC sévillan recevant en effet de Madrid les plaques d’héliogravure, avec y compris leur lot de publicités et leur rubrique nécrologique, comme l’atteste p. ex. la première page du premier numéro d’ABC Sevilla, qui ne faisait que reproduire celle d’ABC Madrid, photographie du monument à Cervantes incluse,.
Ensuite, tout au long de la période où Juan Carretero se trouva à la tête du journal, celui-ci ne cessa de se consolider et d'augmenter son tirage. Carretero réussit à attirer autour de lui, au détriment de presque toutes les autres rédactions, une équipe rédactionnelle réunissant les meilleurs éléments du journalisme sévillan et se révélant apte à conférer au journal un caractère distinct pendant ses 25 premières années d’existence,. Sa bonne tenue de façon générale, et son excellente rubrique locale en particulier, ont présidé au succès immédiat d’ABC Sevilla.

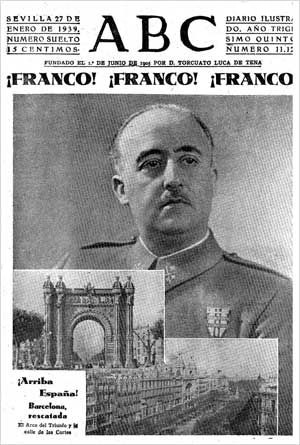
La une du journal ABC Sevilla du 27 janvier 1939.

Au cours de son long mandat à la tête du journal, Juan Carretero vécut plusieurs périodes difficiles : les dernières mois de la monarchie, les années de la Seconde République, et le coup d’État de juillet 1936 suivi de la Guerre civile. Sous la République, le journal monarchiste alphonsin ABC vira, dans l'une et l'autre de ses deux éditions, vers un conservatisme de plus en plus réactionnaire. Après l’éclatement de la Guerre civile, la version madrilène, quoique désormais aux mains du camp républicain, maintint paradoxalement sa dénomination, de sorte qu’il y eut en Espagne deux ABC d’allégeance contraire. L’ABC de Séville, qui à présent occupait la place laissée par l’ABC de la capitale et accueillait dans ses colonnes les meilleures signatures de l’Espagne nationaliste, connut son apogée pendant le conflit, se diffusant en effet sur la totalité du territoire insurgé et rehaussant encore son tirage. Pourtant, en dépit de ce que la ligne éditoriale avait adopté pendant la Guerre civile une tendance nettement propagandiste favorable aux militaires rebelles, la cohabitation avec les nouvelles autorités ne fut pas exempte de frictions, ainsi que le démontre la destitution de Carretero de la direction du journal à deux reprises, à la faveur du droit que la nouvelle loi sur la presse d’avril 1938 octroyait au pouvoir franquiste,.
Sa première mise à l’écart eut lieu en septembre 1938, semble-t-il sur décision de Serrano Suñer, lequel s’était senti dédaigné par le journal. Carretero fut reconduit à la direction du journal le 14 avril 1939, à la suite de la mort de son suppléant, mais fut à nouveau congédié à peine trois mois plus tard, le 31 juillet 1939,, au motif qu’il avait autorisé la publication le 18 juillet 1939 d’un discours de Queipo de Llano (qui était alors sur le point d'être sèchement limogé et ostracisé par le pouvoir franquiste), dans lequel Queipo se plaignait de ce que la croix laurée de Saint-Ferdinand ne lui avait pas été décernée. Si sans doute le même Serrano Súñer fit opposition au retour de Carretero à la tête du journal, la direction fut en revanche assumée cette fois par un membre de la maison, l’auteur réputé et ami personnel de Carretero, Juan María Vázquez García, qui restera au poste jusqu’à sa mort en mai 1944, date à laquelle Carretero redevint formellement directeur-gérant du journal, pour le demeurer jusqu’à son décès à Séville en 1952,. Au moment où mourut Juan Carretero, ABC Sevilla s’était établi comme le quotidien le plus vendu de Séville et de toute l’Andalousie.